# Bothriothorax claridgei
Bothriothorax claridgei är en stekelart som beskrevs av Khlopunov 1980. Bothriothorax claridgei ingår i släktet Bothriothorax och familjen sköldlussteklar.
Artens utbredningsområde är Mongoliet. Inga underarter finns listade.